# Euphorbia bothae
Euphorbia bothae är en törelväxtart som beskrevs av Johannes Paulus Lotsy och Goddijn. Euphorbia bothae ingår i släktet törlar, och familjen törelväxter. Inga underarter finns listade i Catalogue of Life.